# La Mesa, Zapotlán el Grande
La Mesa är en ort i Mexiko.   Den ligger i kommunen Zapotlán el Grande och delstaten Jalisco, i den södra delen av landet, 500 km väster om huvudstaden Mexico City. La Mesa ligger 1 728 meter över havet och antalet invånare är 851.
Terrängen runt La Mesa är kuperad åt nordost, men åt sydväst är den bergig. Runt La Mesa är det ganska tätbefolkat, med 78 invånare per kvadratkilometer. Närmaste större samhälle är Ciudad Guzmán, 10,8 km nordost om La Mesa. Omgivningarna runt La Mesa är en mosaik av jordbruksmark och naturlig växtlighet.